# Aloe sinuata
Aloe sinuata é uma espécie de liliopsida do gênero Aloe, pertencente à família Asphodelaceae.